# Simonne Mathieu
Simonne Mathieu, z domu Passemard (ur. 31 stycznia 1908 w Neuilly-sur-Seine, zm. 7 stycznia 1980 w Paryżu) – francuska tenisistka, zwyciężczyni 13 turniejów wielkoszlemowych w grze pojedynczej, podwójnej i mieszanej, w tym dwukrotnie mistrzostw Francji w singlu.

## Życiorys
Wcześnie wyszła za mąż (1925), już po ślubie sięgnęła po pierwszy tytuł mistrzyni kraju juniorek. Była zawodniczką praworęczną, opierającą swój tenis głównie na regularnej grze z głębi kortu. Znana była z nieustępliwości, dobrego przygotowania fizycznego, a także groźnego forhendu. Dominowała we francuskim tenisie w latach 30., będąc godną następczynią legendarnej Suzanne Lenglen. Jej trzynaście wielkoszlemowych tytułów to drugi wynik w historii tenisa francuskiego – właśnie po Lenglen, która zwyciężała 21 razy.
Grała łącznie w ośmiu finałach międzynarodowych mistrzostw Francji, ale udało się jej wygrać tylko w dwóch ostatnich występach. W 1929 musiała uznać wyższość Helen Wills, podobnie w 1932. W 1933 uległa leworęcznej Brytyjce Margaret Scriven. W latach 1935–1937 trzykrotnie przegrywała finały z Niemką Hilde Krahwinkel. Zwycięstwa doczekała się wreszcie w 1938, pokonując w finale pochodzącą z Belgii Nelly Landry. Rok później obroniła tytuł po finałowym zwycięstwie nad Polką Jadwigą Jędrzejowską. W pozostałych imprezach zaliczanych do Wielkiego Szlema nie udało się Francuzce dojść do finału w grze pojedynczej – w latach 1930–1939 dochodziła na Wimbledonie co najmniej do ćwierćfinału (w półfinale była w 1930, 1931, 1932, 1934, 1936 i 1937), w 1938 odpadła w ćwierćfinale mistrzostw USA. Wyniki te dawały jej regularne miejsce w czołowej dziesiątce nieoficjalnego rankingu światowego pisma „Daily Telegraph” (1929-1939), ale nigdy wyżej niż na 3. miejscu (1932, za Amerykankami Helen Wills i Helen Jacobs).
Szereg sukcesów odniosła w grach podwójnych. Triumfowała sześć razy w deblu pań na kortach Rolanda Garrosa, co stanowiło rekord aż do czasu osiągnięć Martiny Navrátilovej. Wygrała także w tym turnieju dwa razy grę mieszaną. Na Wimbledonie zdobyła trzy tytuły deblowe, m.in. partnerując w 1934 w dziewiętnastym triumfie na londyńskiej trawie Amerykance Elizabeth Ryan. W 1938 w mistrzostwach Francji Mathieu triumfowała we wszystkich trzech konkurencjach.
Jedną z rywalek Simonne Mathieu, ale także jej partnerek deblowych, była Jadwiga Jędrzejowska. W książce Urodziłam się na korcie Polka wspominała, że ich początkowe kontakty nie układały się najlepiej, ale później tworzyły udany debel, dochodząc do finału mistrzostw USA w 1938. W 1939, kiedy zmierzyły się w finale singla mistrzostw Francji, Polka i Francuzka triumfowały wspólnie w deblu.
Podczas II wojny światowej kapitan Mathieu założyła Corps Féminin Français, kobiecą ochotniczą jednostkę Wolnych Sił Francuskich, podobną do brytyjskiej Auxiliary Territorial Service. Za swoją służbę każda z kobiet została odznaczona tytułem Oficera Legii Honorowej.
Po wojnie nie grała w tenisa. Zmarła w styczniu 1980. W 2006 została wpisana do Międzynarodowej Tenisowej Galerii Sławy.
Osiągnięcia w turniejach wielkoszlemowych:
- mistrzostwa Francji
  - gra pojedyncza – wygrane 1938, 1939, finały 1929, 1932, 1933, 1935, 1936, 1937
  - gra podwójna – wygrane 1933, 1934 (obie z Elizabeth Ryan), 1936, 1937, 1938 (wszystkie z Billie Yorke), 1939 (z Jadwigą Jędrzejowską), finał 1930 (z Simone Barbier)
  - gra mieszana – wygrane 1937 (z Yvonem Petrą), 1938 (z Dragutinem Miticem), finał 1939 (z Franjo Kukuljevicem)
- Wimbledon
  - gra podwójna – wygrane 1933, 1934 (obie z Elizabeth Ryan), 1937 (z Billie Yorke), finały 1935 (z Hilde Krahwinkel), 1938 (z Billie Yorke)
  - gra mieszana – finał 1937 (z Yvonem Petrą)
- mistrzostwa USA
  - gra podwójna – finał 1938 (z Jadwigą Jędrzejowską)

Finały singlowe w turniejach wielkoszlemowych:
- mistrzostwa Francji 1929 – 3:6, 4:6 z Helen Wills
- mistrzostwa Francji 1932 – 2:6, 1:6 z Helen Wills
- mistrzostwa Francji 1933 – 2:6, 6:4, 4:6 z Margaret Scriven
- mistrzostwa Francji 1935 – 2:6, 1:6 z Hilde Krahwinkel
- mistrzostwa Francji 1936 – 3:6, 4:6 z Hilde Krahwinkel
- mistrzostwa Francji 1937 – 2:6, 4:6 z Hilde Krahwinkel
- mistrzostwa Francji 1938 – 6:0, 6:3 z Nelly Landry
- mistrzostwa Francji 1939 – 6:3, 8:6 z Jadwigą Jędrzejowską